# Twelve Bens

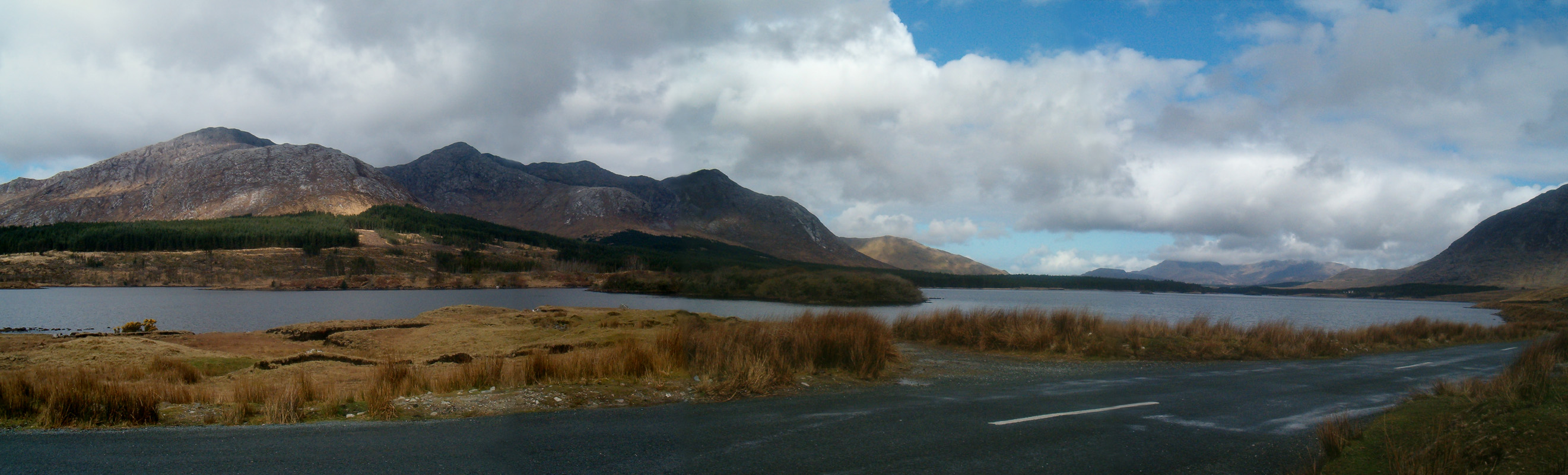
I Twelve Bens dalla strada nazionale del Connemara

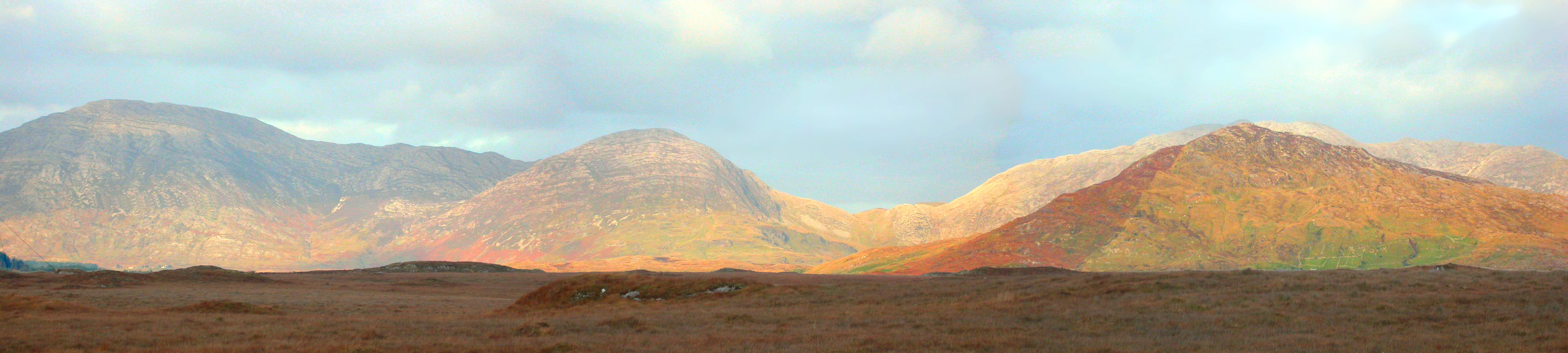
Sagoma delle dodici cime

I Twelve Bens o Twelve Pins (gaelico irlandese: Na Beana Beola, "le dodici cime") sono un complesso montagnoso di dodici celebri e pittoresche cime situate nel Connemara, in Irlanda.
La loro altezza è poco più che collinare (massimo 730 metri), ma nel territorio dove sono situate svettano accanto alle vicine Maumturks, concedendo agli appassionati di trekking splendide vedute con non eccessiva fatica: a volte addirittura i più esperti riescono nell'impresa di tutte e dodici le vette in un giorno.
I nomi delle cime sono:
- Binn Bhán
- Binn Chorr
- Binn Dubh (Bencollaghduff)
- Binn Bhraoin
- Binn Doire Chláir (Derryclare)
- Binn Gabhar
- Meacanach
- Binn Fraoigh
- An Chailleach
- Binn Breac (Benbrack)
- Binn Leitrí (Benlettery)
- Binn Glean Uisce (Benglenisky)